# Cannato
Cannato (in francese: Cannat; Aix-en-Provence, ... – Saint-Cannat, ...; fl. V secolo) fu il settimo vescovo di Marsiglia, vissuto alla fine del V secolo. È venerato come santo dalla Chiesa cattolica, che lo commemora il 15 ottobre. A Marsiglia gli è intitolata la chiesa di San Cannato.

## Agiografia
Secondo la sua agiografia, Cannato nacque ad Aix-en-Provence, figlio di un usuraio romano, e venne battezzato con il nome di Canus Natus ("nato vecchio" in latino), poiché alla nascita aveva i capelli bianchi, cosa che venne interpretata come segno di saggezza precoce. Visse per molti anni in un eremo presso un luogo detto "Sauzet", così chiamato per via dei salici che crescevano vicino a una sorgente. Quando venne designato come successore del vescovo di Marsiglia egli dapprima rifiutò, dicendo che "non vi era motivo per lui di diventare vescovo più di quanto non ve ne fosse per il vecchio bastone che teneva in mano di diventare di nuovo verde"; come ebbe pronunciato queste parole il bastone tornò verde, così Cannato accettò la proposta. Durante il suo mandato lottò contro il paganesimo e le eresie; negli ultimi anni si ritirò a Sauzet, dove morì.
Sauzet è identificato con l'odierno comune francese di Saint-Cannat, che prende il nome proprio dal santo e che in epoca romana era anche chiamato Castrum Sauzeto.